# Becard gorja-rosat
El becard gorja-rosat, anteriorment anomenat becard de gorja rosada o anambé gorja-rosat (Pachyramphus aglaiae) és una espècie d'au passeriforme pertanyent a la família dels titírids (Tityridae). Es troba a l'Amèrica Central. El seu estat de conservació es considera de risc mínim.

## Taxonomia
El gènere Pachyramphus ha estat emplaçat tradicionalment en la família cotíngids (Cotingidae) o dels tirànids (Tyrannidae), però les evidències suggereixen que el seu lloc és als titírids, on ara l'emplaça la SACC.

## Distribució i hàbitat
Es troben des del sud-est d'Arizona i extrem sud de Texas dels Estats Units fins a l'oest de Panamà. La cria és local i esporàdica als Estats Units, i es torna més regular a Mèxic. Les aus són normalment residents permanents, però cap de les aus que es troben als Estats Units es retiren en l'hivern.
Les característiques més distintives d'aquesta au és el dors del coll de color rosa en els mascles adults. Els mascles són en la seva majoria de color gris, amb un costat superior i un contrast més fosc inferior de color gris pàl·lid. Els mascles també mostren una corona de color negre. Les femelles són en la seva majoria de color cafè, amb una cara dorsal marró òxid, i una part inferior més pàl·lida. La corona és de color gris fosc, no tan impressionants com en els mascles. El seu crit sempre és un trist "seeeeuuuwww".
Generalment es troben a les zones riberenques dels boscos de pi-alzina i boscos de sempreverd. Fan un gran niu globular, en general penjat de la branca d'un arbre. L'orifici d'entrada es troba en la part inferior. La femella pon de tres a quatre ous.
S'alimenta principalment d'insectes, que recull d'entre la vegetació, però també en caça alguns en vol. També s'alimenta de baies i llavors.

## Subespècies
- Pachyramphus aglaiae aglaiae (Lafresnaye, 1839)
- Pachyramphus aglaiae albiventris (Lawrence, 1867)
- Pachyramphus aglaiae gravis (Van Rossem, 1938)
- Pachyramphus aglaiae hypophaeus (Ridgway, 1891)
- Pachyramphus aglaiae insularis (Ridgway, 1887)
- Pachyramphus aglaiae latirostris Bonaparte, 1854
- Pachyramphus aglaiae sumichrasti (Nelson, 1897)
- Pachyramphus aglaiae yucatanensis (Ridgway, 1906)